# La multitud (cuento de Ray Bradbury)
La multitud (título original en inglés: The Crowd) es un relato corto del escritor estadounidense Ray Bradbury, publicado originalmente en la edición de mayo de 1943 de la revista Weird Tales.
The Crowd forma parte de la compilación de cuentos publicados en Dark Carnival (1947), el primer libro de Ray Bradbury. Posteriormente apareció en las antologías The October Country  (1955), The Small Assassin (1962) y The Stories of Ray Bradbury (1980).

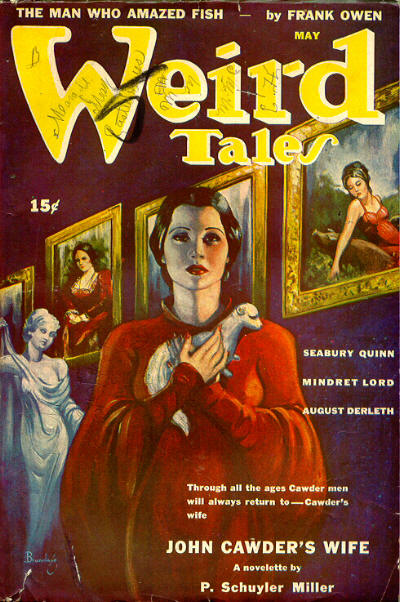
Portada de Weird Tales de mayo de 1943 donde apareció el cuento

En Zen en el arte de escribir (1995), Bradbury explica cómo se le ocurrió el relato [contiene spoiler]:

...recordé una conmoción terrible cuando, a los quince años, salí corriendo de la casa de un amigo para enfrentarme con un coche que se había llevado por delante una valla callejera y había salido disparada contra un poste de teléfono. El coche estaba partido por la mitad. Había dos muertos en el asfalto y una mujer murió justo cuando yo llegaba, el rostro hecho una ruina. Un minuto después murió otro hombre. Y uno más murió al día siguiente. Yo nunca había visto algo así. Volví a casa aturdido, chocando con los árboles. Tardé meses en superar el horror de la escena [...]

en un instante, al parecer, se había reunido una multitud. ¿De dónde había salido? Con el tiempo sólo conseguí imaginar que algunos, de extraño modo, habían salido de las fábricas vacías o, más extrañamente aún, del cementerio. Después de escribir apenas unos minutos se me ocurrió que sí, esa multitud era siempre la misma multitud, que se reunía en todos los accidentes. Eran víctimas de accidentes de hacía años, destinadas fatalmente a volver y rondar los escenarios de accidentes nuevos.
Una vez que di con esta idea, el cuento se terminó solo en una tarde."
Ray Bradbury 

## Argumento
El señor Spallner sufre un accidente automovilístico y observa cómo a su alrededor se concentra en poco tiempo una multitud. Dado de alta y volviendo a casa, presencia otro accidente en que ocurre lo mismo y cree reconocer algunos rostros que ya vio cuando fue él la víctima, llegando a obsesionarse con ello.

## Adaptación televisiva
El cuento fue adaptado por el propio autor para la televisión. El episodio titulado The Crowd fue emitido en la serie canadiense The Ray Bradbury Theater (1985–1992) el 2 de julio de 1985. Está dirigido por Ralph L. Thomas e interpretado por Nick Mancuso y R. H. Thomson.